# Rhypopteryx polyploca
Rhypopteryx polyploca är en fjärilsart som beskrevs av Collenette 1960. Rhypopteryx polyploca ingår i släktet Rhypopteryx och familjen tofsspinnare. Inga underarter finns listade.